# Sony Mavica
Sony Mavica (англ. Magnetic Video Camera) — общее название семейства бесплёночных фотоаппаратов, выпускавшихся компанией Sony. Впервые бренд использован 25 августа 1981 года во время анонса прототипа видеофотоаппарата, основанного на ПЗС-матрице размером 10 × 12 мм с разрешением 570 × 490 пикселей. Компания рассчитывала начать массовый выпуск подобных устройств по цене 650 долларов в 1983 году. Однако, первые промышленные образцы созданы не ранее 1984 года и стоили на порядок дороже. 
Распространённое заблуждение, приписывающее Sony Mavica первенство в цифровой фотографии, ошибочно, поскольку цифровые методы обработки и записи в её первых моделях не использовались. Главным достижением Sony стала разработка законченной системы хранения неподвижных видеокадров Video Floppy, ставшей стандартом для большинства видеофотоаппаратов перед появлением цифровой фотографии.

## Видеофотоаппараты Mavica
Опытный образец представлял собой аналоговую одноматричную видеокамеру, записывающую стоп-кадры стандарта NTSC на двухдюймовые дискеты Mavipack, позднее получившие распространение под названием Video Floppy. Камера выполнена по схеме однообъективного зеркального фотоаппарата со сменными объективами следующих фокусных расстояний: 25 мм f/2, 50 мм f/1,4 и зум-объектив 16—65 мм f/1,4. Диафрагма управлялась полуавтоматически по светодиодной индикации в поле зрения видоискателя. При этом затвор отрабатывал единственную выдержку 1/60 секунды. Светочувствительность камеры, получавшей питание от трёх батареек АА, была эквивалентна 200 ISO.
Кадр состоял из одного или двух телевизионных полей, каждое из которых записывалось как композитное видео на отдельную дорожку дискеты. Была возможность записи кадра целиком или только одного поля, соответствующего «половинному» разрешению. В последнем случае ёмкость видеодискеты увеличивалась с 25 до 50 кадров. Последующий просмотр был возможен на экране телевизора непосредственно с видеофотоаппарата, подключённого через адаптер. В дальнейшем выпущены отдельные устройства для записи и воспроизведения видеодискет. Для загрузки фотографий в компьютер необходима их оцифровка при помощи платы видеозахвата, как для аналогового видео. 
Оригинальная Mavica была экспериментальной и серийно не выпускалась. Но она послужила основой для выпущенных в 1986 году Sony Mavica MVC-A7AF и Sony Pro Mavica MVC-2000, которые, кроме изображения, могли записывать также голосовые комментарии. В 1989 году линейку дополнила модель Sony Pro Mavica MVC-5000, использованная CNN при освещении событий на площади Тяньаньмэнь в комплекте с устройством PSC-6 для передачи снимков по радиоканалу напрямую в редакцию. В итоге фотографии появились в СМИ раньше видеоматериалов телевизионных корреспондентов, которые пришлось переправлять самолётом, потому что китайское правительство закрыло все каналы прямой передачи видео. За организацию этого фоторепортажа компания Sony удостоена специальной премии Эмми «Технология передачи новостных фотографий» (англ. Still-Picture Transmission Technology for News). Впоследствии эта же система использовалась военными во время операции в Персидском заливе. 
Модель MVC-5000 основана на двухматричной схеме, в которой одна из двух ПЗС-матриц, установленных на светоделительной призме, формирует яркостной видеосигнал, а вторая — цветоразностный. Такая конструкция позволила повысить разрешающую способность камеры до 500 телевизионных линий за счёт отказа от фильтра Байера. Следующая модель Sony Pro Mavica MVC-7000 оснащалась тремя ПЗС-матрицами по 380 000 пикселей и призменной цветоделительной системой, аналогичной трёхматричным видеокамерам. На композитном видеовыходе этой камеры можно было получить горизонтальную чёткость почти 650 линий. Несмотря на это, качество получаемого изображения не шло ни в какое сравнение с классической плёночной фотографией из-за принципиальных ограничений, накладываемых использованием технологий телевидения стандартной чёткости. Резкость была недостаточна даже для крупных снимков в газетах, а о журнальных публикациях не могло быть и речи. В результате система не могла конкурировать с традиционными фотоаппаратами и использовалась только в прикладных целях: новостной фотожурналистике, медицине и промышленности. Выпущено незначительное количество видеофотоаппаратов Sony Mavica, быстро уступивших место цифровым.

## Цифровые фотоаппараты Mavica
В 1997 году Sony запустила производство цифровых фотоаппаратов, носящих то же торговое название Mavica. Полученные фотографии записывались в цифровом формате DOS FAT12 на 3,5"-дискеты, совместимые с компьютером. До конца десятилетия они оставались одним из самых массовых и дешёвых носителей, что и предопределило популярность фотоаппаратов Mavica. Рост разрешающей способности фотоматриц и объёма сохраняемых данных вскоре заставил отказаться от дискет малой ёмкости. На смену им пришли флеш-накопители стандарта Memory Stick и компакт-диски «карманного» формата. Последние модели с названием Sony Mavica были рассчитаны только на карту памяти.

### С дискетой 3,5"
- MVC-FD5 (конец 1997, начало 1998, объектив с постоянным фокусным расстоянием)
- MVC-FD7 (конец 1997, начало 1998, 10× зум-объектив)
- MVC-FD51 (середина 1998, объектив с постоянным фокусным расстоянием)
- MVC-FD71 (середина 1998, 10× зум-объектив)
- MVC-FD73 (середина 1999, 10× зум-объектив)
- MVC-FD75 (начало 2001, 10× зум-объектив)
- MVC-FD81 (конец 1998, 3× зум-объектив, первая Mavica с видеосъемкой)
- MVC-FD83 (середина 1999, 3× зум-объектив)
- MVC-FD88 (середина 1999, 8× зум-объектив, 1,3 мегапикселя)
- MVC-FD85 (начало 2000, 3× зум-объектив, 1,3 мегапикселя)
- MVC-FD90 (начало 2000, 8× зум-объектив, 1,3 мегапикселя)
- MVC-FD87 (начало 2001, 3× зум-объектив, 1,3 мегапикселя)
- MVC-FD91 (конец 1998, 14× зум-объектив с оптической стабилизацией)
- MVC-FD95 (начало 2000, 10× зум-объектив с оптической стабилизацией, 2 мегапикселя)

### С дискетой 3,5" и картой Memory Stick
- MVC-FD92 (8× зум-объектив, гибкий магнитный диск (4× скорость) и Memory Stick)
- MVC-FD97 (10× зум-объектив с оптической стабилизацией, гибкий магнитный диск (4× скорость) и Memory Stick)
- MVC-FD100 (Гибкий магнитный диск и Memory Stick)
- MVC-FD200 (Аналогичен предыдущему, но 2 мегапиксельный)

### С мини-дискомCD
- MVC-CD200
- MVC-CD250
- MVC-CD300
- MVC-CD350
- MVC-CD400 (первая камера, использующая лазерную подсветку для фокусировки при низкой освещенности)
- MVC-CD500
- MVC-CD1000 (аналогичен MVC-FD97 за исключением смены типа носителя)